# Myteriet i Allahabad

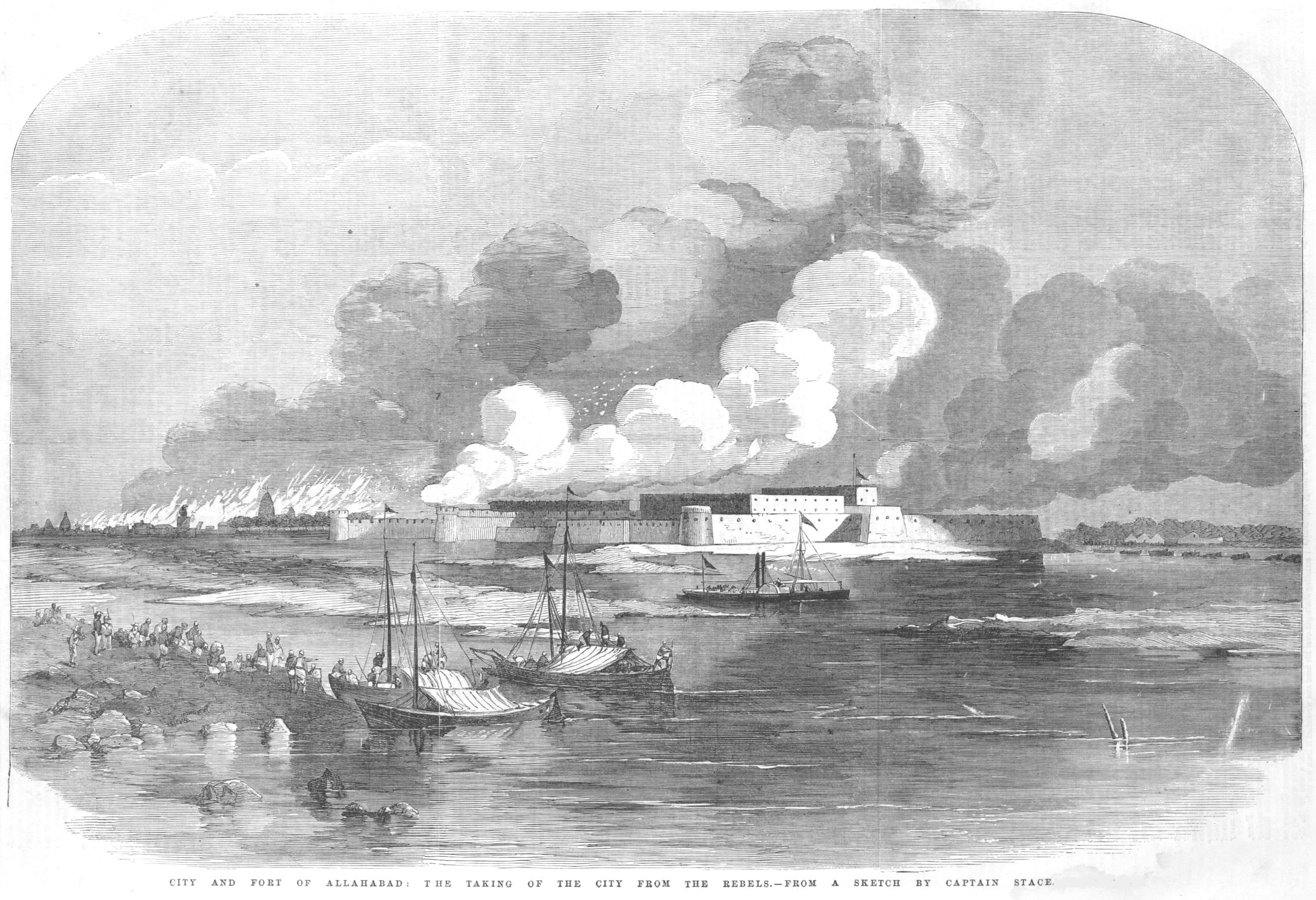
City and Fort of Allahabad- The Taking of the City from the Rebels. From a Sketch by Captain Stace

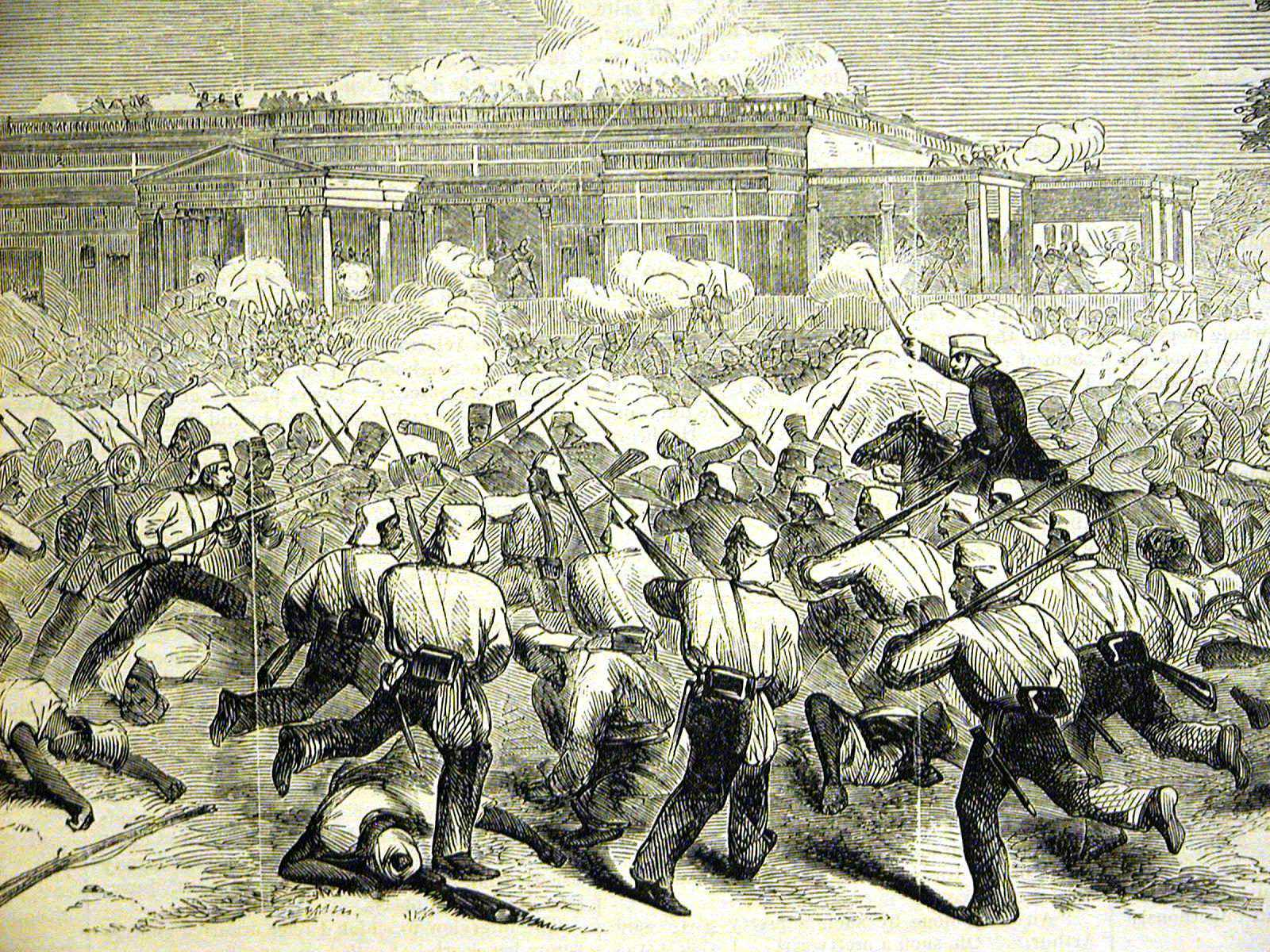
The Fight at Allahabad, from 'Harper's Weekly', 1857

Myteriet i Allahabad ägde rum under sepoyupproret mot britterna i Indien i Allahabad 6 juni 1857. Det var en av de incidenter som resulterade i dödande av brittiska civila, något som tillhörde undantagen under denna konflikt. 
Efter myteriet i Delhi anmälde sig sepoys ur 6th Bengal Native Infantry i Allahabad som frivilliga för att bekämpa myteristerna, något som lugnade britterna i Allahabad. 5 juni fick Colonel Simpson order att tacka de frivilliga offentligt. Samtidigt inkom dock nyheterna om myteriet i Benares, något som fick många av stadens brittiska civila att ta initiativ till ett medborgargarde och övernatta i fortet. 
Kvällen 6 juni reste sig 6th Bengal Native Infantry och dödade officerarna i mässen i regementet. De plundrade sedan staden, befriade fångar ur fängelset, stal kassan och dödade britter. Överlevande britter flydde för att söka skydd i fortets garnison, där de belägrades i 12 dagar tills brittisk undsättning anlände, kallad "Relief of Allahabad" under ledning av Lieut Col James Neill.